# Trent Sullivan
Trent Sullivan (Sydney, 8 aprile 1993) è un attore australiano.
Ha debuttato in campo cinematografico a quattro anni interpretando il ruolo di Rupert nel film Nei panni dell'altra. In seguito ha lavorato nel film Hildegarde (2001) e in numerosi serial televisivi, fra cui Cybergirl (2001), A Ring of Endless Light (2002), Jeopardy! (2003), The Sleepover Club (2003) nel ruolo di Callum Sidebottham, Hercules (2005).
Ha frequentato il Saint Stephens College di Gold Coast, nel Queensland.
Le sue interpretazioni più recenti sono state nel film The Condemned - L'isola della morte (2007) e nelle serie tv Sea Patrol (2007) nei panni di Oscar Firinu e H2O (2008), dove ha impersonato Elliot Gilbert, il fratello minore della protagonista Emma.